# خیال باطل
خیال باطل یک کمدی بزرگسالانه محصول آمریکاست که جزء طنز موقعیت محسوب می‌شود . موضوع آن درباره مارتین تاپر، آدم خیال بافی است که زندگی اش پر است از آدم‌های گوناگون . این سریال در شش فصل جداگانه بین سال‌های ۱۹۹۰ تا ۱۹۹۶ ادامه داشته است .

## توضیح
داستان‌های سریال روی محور شخصیت مارتین تاپر می‌گذرد که در آپارتمانی در نیویورک همراه با پسر نوجوانش زندگی می‌کند . وی با همسر سابقش ارتباط لازم را دارد اما در عین حال دنبال رابطه با زنان دیگر است . مارتین تاپر ویرایشگر در یک انتشارات کوچک است .
سریال محبوبیتش را بیشتر مدیون استفاده جذاب از تکه فیلم‌های قدیمی در خلال پخش آن است . این کلیپ‌ها نشان دهنده حالات درونی مارتین هستند که بلافاصله نمایش داده می‌شوند و بیننده را کاملاً درگیر تماشای سریال می‌کنند.

## پخش از تلویزیون
اولین بار در جولای ۱۹۹۰ از کانال اچ بی او پخش شد و پخشش در این کانال تا مارس ۱۹۹۶ ادامه یافت . همچنین برای یک فصل هم برای شبکه فوکس به نمایش در آمد. شبکه‌هایی که این مجموعه رادر کانادا روی آنتن فرستاندند، کمدی سنترال، سی بی سی ( تلویزیون کابلی در ساعات پایانی شب )، سکس تی وی و تله کبک با زیرنویس فرانسوی بودند. این سریال در زلاندنو هم به نمایش تلویزیونی درآمد . نسخه ویرایش شده آن در کانال دو پخش می‌شد . در حالی که نسخه سانسور نشده آن در اسکای وان به نمایش درآمده بود. در بریتانیا یا همان انگلستان خودمان هم از کانال ۴ پخش شده است . برای ما فارسی زبانان هم اخیراً ( ۹ نوامبر ۲۰۰۸ ) کانال جم تی وی این سریال از لندن به صورت دوبله فارسی پخش می‌کند.

## پخش دی وی دی
در حال حاضر از شش فصل سریال فقط دو سری اولش روی دی وی دی عرضه شده است و چهارتای بعدی هنوز منتشر نشده است .